# Tharsis (cuadrángulo)

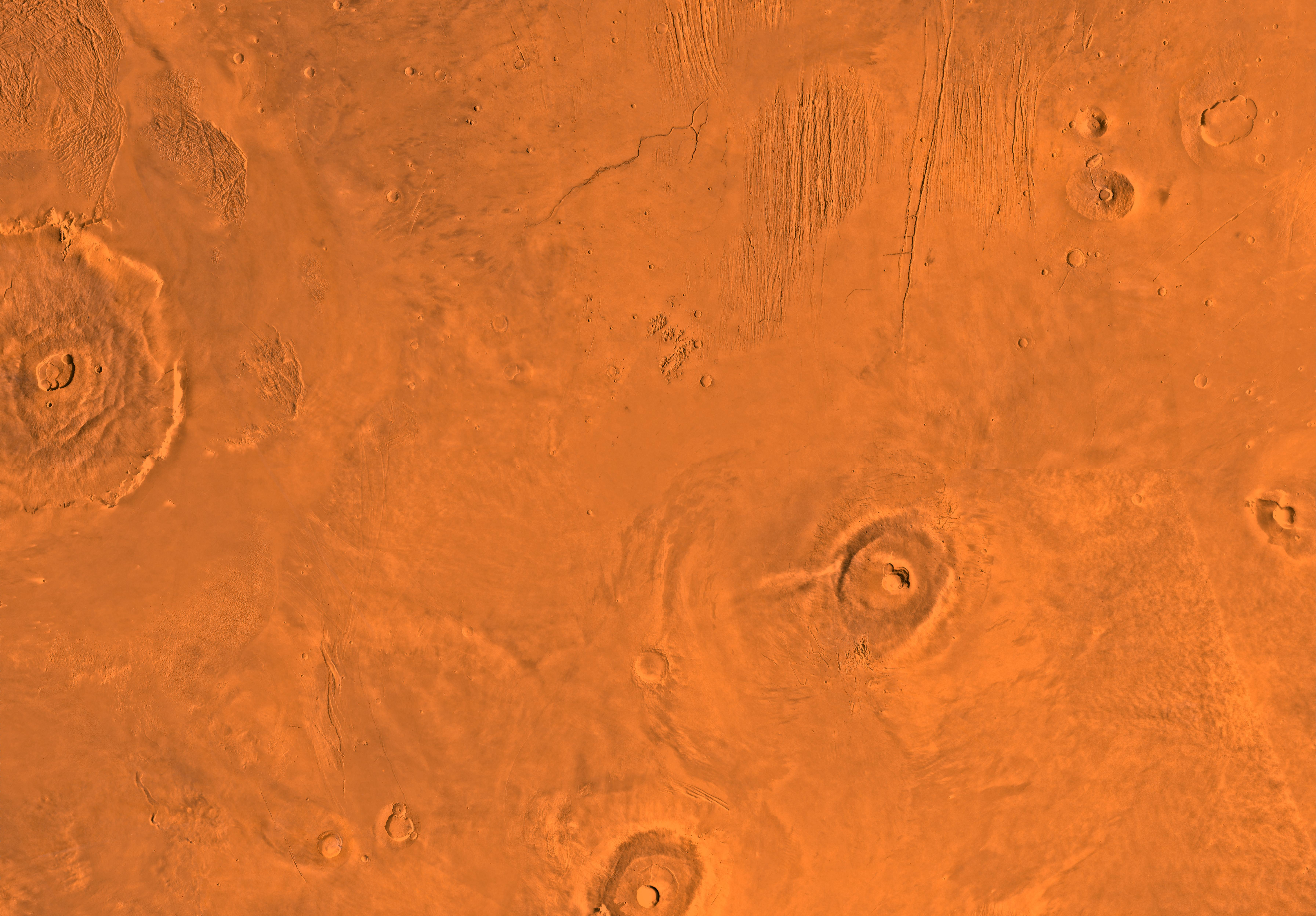
Imagen del Cuadrángulo de Tharsis (MC-9). La región contiene el Monte Olimpo, Monte Ascraeus y Monte Pavonis, tres de los cuatro volcanes de escudo más grandes de Marte. La parte norte-central contiene la Fosa de Ceraunius.

El cuadrángulo de Tharsis es uno de una serie de 30 mapas cuadrangulares de Marte utilizados por el Programa de Investigación de Astrogeología del Servicio Geológico de los Estados Unidos (USGS). Al cuadrilátero también se conoce como MC-9 (Mars Chart-9). El nombre Tharsis se refiere a una tierra mencionada en la Biblia. Puede estar en el emplazamiento del casco antiguo de Tartessos en la desembocadura del Guadalquivir.

## Descripción
El cuadrilátero cubre el área de 90° a 135° de longitud oeste y de 0° a 30° de latitud norte en Marte y contiene la mayor parte de la región de Tharsis. La meseta es casi tan alta como el Monte Everest de la Tierra y tiene un área tan grande como toda Europa. Tharsis contiene un grupo de grandes volcanes, siendo el Monte Olimpo el más alto.
Dentro del cuadrilátero, los dos cráteres de impacto más grandes son Poynting y Paros.